# 龍港光束介
龍港光束介（学名：Aetinoeythereis lungkangensis）为粗面介科光束介屬下的一个种。